# Vodnjak kralja Fahda
Vodnjak kralja Fahda (arabsko نافورة الملك فهد), znan tudi kot vodnjak v Džidi, je v Džidi v Saudovi Arabiji. To je najvišji vodnjak te vrste na svetu.

## Pregled
Vodnjak je mestu Džida podaril kralj Fahd, od tod tudi njegovo ime. Zgrajen je bil med letoma 1980 in 1983 in je bil splavljen leta 1985.
Fontana, ki je na zahodni obali Saudove Arabije, bruha vodo do največje višine 260 metrov. Druga najvišja je Fontana svetovnega pokala v Seulu v Južni Koreji z višino vode 202 m.
Vodnjak kralja Fahda je vpisan v Guinnessovo knjigo rekordov kot najvišji vodnjak na svetu.
Vodnjak je viden po vsej okolici Džide. Izmetna voda lahko doseže hitrost 375 km/h, njena masa v zraku pa lahko preseže 16 ton. Fontana namesto sladke uporablja slano vodo, pridobljeno iz Rdečega morja. Vodnjak ponoči osvetljuje več kot 500 LED reflektorjev.

## Zgodovina
Fontana je bila prvotno zgrajena med letoma 1980 in 1983 in je bila navdihnjena z ženevsko fontano (dolžina 140 metrov, hitrost črpanja 124 mph), vendar načrtovalci niso bili zadovoljni z višino. Fontana je nato leta 1985 delovala v sedanji obliki, da je črpala morsko vodo s hitrostjo 233 milj na uro do višine 312 metrov.
Bas skakalec ekipe Red Bull Air Force Othar Lawrence je postavil svetovni rekord z zgodovinskim skokom vzdolž vodnjaka.

## Oblikovanje
Podstavek fontane je v obliki velike mabkhare, kadilnice, ki simbolizira arabsko kulturo. Ker fontana črpa morsko vodo, sta bili glavni skrbi tistih, ki so jo zgradili, rja in korozija. Preden pride do črpalke, gre voda skozi več filtrov, da se očisti umazanije, peska in organskih snovi. Fontana je osvetljena s 500 svetlečimi diodami LED, ki so zasnovane tako, da prenesejo neprekinjen padec tisočih ton vode z višine več sto metrov. Ti reflektorji so nameščeni na posebnih otokih.